# Vườn quốc gia Nyungwe
Vườn quốc gia Nyungwe (/nj-ʌŋ-ɡwɛ/) là một vườn quốc gia nằm ở phía tây nam Rwanda, trên khu vực biên giới với Burundi, tiếp giáp với vườn quốc gia Kibira về phía nam, tiếp giáp với hồ Kivu và biên giới với Cộng hòa Dân chủ Congo về phía tây. Nó bảo vệ khu vực rừng nhiệt đới Nyungwe, có lẽ là rừng nhiệt đới trên núi được bảo tồn tốt nhất ở Châu Phi. Vườn quốc gia này nằm ở giữa lưu vực sông Congo ở phía tây và lưu vực sông Nin về phía đông. Phía đông của Nyungwe cũng là một trong những nhánh của nguồn sông Nin.

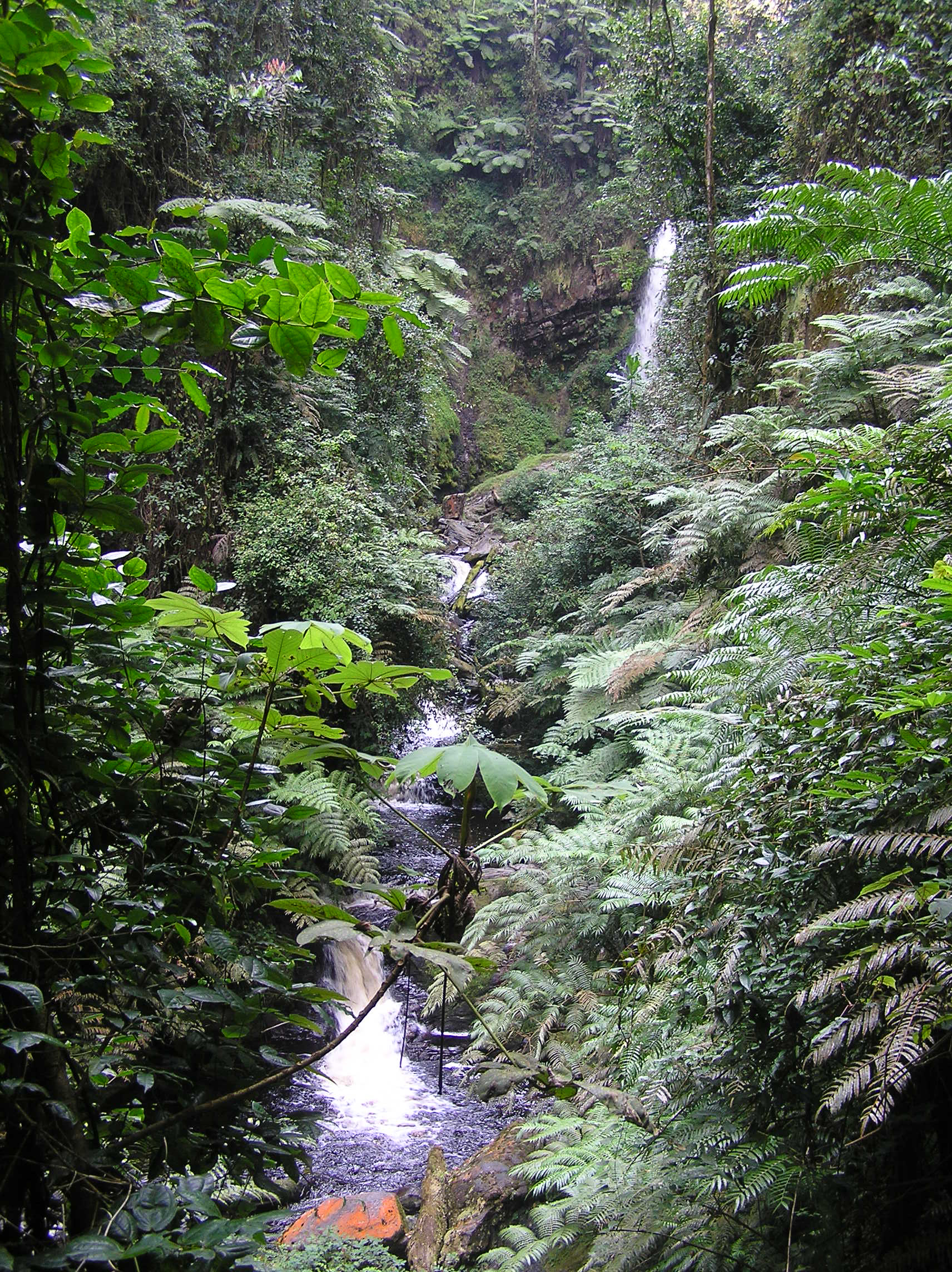
Con sông trong vườn quốc gia.

Được thành lập vào năm 2005 với diện tích khoảng 1.019 km2 (393 dặm vuông Anh), nó bao gồm rừng nhiệt đới, rừng tre, đồng cỏ, đầm lầy và đầm lầy than bùn. Thị trấn gần nhất là Cyangugu nằm về phía tây vườn quốc gia khoảng 54 km (34 mi). Trong ranh giới vườn quốc gia là núi Bigugu cao 2.921 m (9.583 ft).
Vào tháng 10 năm 2020, Ban Phát triển Rwanda đã ký một thỏa thuận với tổ chức Công viên Châu Phi để đảm nhận quyền quản lý Vườn quốc gia Nyungwe trong 20 năm.

## Lịch sử
Khu bảo tồn rừng Nyungwe được chính quyền thuộc địa Bỉ thành lập vào năm 1933. Vào những năm 1920, chính quyền thuộc địa đã lo ngại về việc đẩy nhanh quá trình chuyển đổi đất rừng thành đồng cỏ. Luật quản lý trữ lượng rừng của Rwanda cấm phá rừng để làm nông nghiệp, nhưng vẫn duy trì quyền của cộng đồng trong việc khai thác gỗ và thu thập củi, đồng thời cho phép khai thác thương mại gỗ cứng có giá trị. Việc quản lý lỏng lẻo và người dân địa phương tiếp tục săn bắn, lấy mật ong, đốn củi, canh tác tự cung tự cấp và khai thác vàng.
Rwanda giành được độc lập vào năm 1962 và Bộ Nông nghiệp quản lý khu vực rừng. Từ năm 1958 đến năm 1973, rừng Nyungwe bị giảm hơn 150 km² do hỏa hoạn, khai thác gỗ, săn bắn động vật và canh tác nông nghiệp quy mô nhỏ. Khu rừng Gishwati và Virunga gần đó lúc này đã bị khai thác nghiêm trọng và chia tách làm đôi. Năm 1984, Nyungwe được chia thành các khu vực cho phép sử dụng và khai thác gỗ bền vững. Chính phủ Rwanda đã phát triển một kế hoạch cho vùng đệm mà ngày nay vẫn còn tồn tại. Năm 1994, chiến tranh và diệt chủng đã tàn phá đất nước và phá hủy nhiều cơ sở nghiên cứu và du lịch ở Uwinka. Hầu hết các nhân viên cấp cao buộc phải di tản, nhưng nhiều nhân viên tại Nyungwe vẫn ở lại để bảo vệ vườn quốc gia. Vườn quốc gia bắt đầu được xây dựng lại vào năm 1995, nhưng an ninh vẫn chưa được đảm bảo. Năm 1999, con voi cuối cùng ở Nyungwe bị những kẻ săn trộm giết chết trong khu vực đầm lầy.
Năm 2005, Chính phủ Rwanda đã đưa Nyungwe trở thành vườn quốc gia, trao cho nó tình trạng được bảo vệ ở mức độ cao nhất trong cả nước.
Năm 2023, cùng với Các địa điểm tưởng niệm của sự Diệt chủng: Nyamata, Murambi, Gisozi và Bisesero, vườn quốc gia này chính thức trở thành hai Di sản thế giới đầu tiên được công nhận ở Rwanda.

## Động thực vật
Khu vực này có sự đang dạng về các loài động vật nên được ưu tiên bảo tồn tại châu Phi. Đây là nhà của 13 loài linh trưởng (25% tổng số loài ở châu Phi), 275 loài chim, 1068 loài thực vật, 85 loài động vật có vú, 32 loài lưỡng cư và 38 loài bò sát. Nhiều loài động vật trong số này là loài có phạm vi sống giới hạn, chỉ được tìm thấy ở vùng sinh thái rừng vùng núi Đới tách giãn Albertine ở Châu Phi. Trên thực tế, số lượng loài đặc hữu ở đây nhiều hơn bất kỳ khu rừng nào khác ở Albertine đã được khảo sát. Khu rừng trong vườn quốc gia đạt độ cao tối đa 3000 mét so với mực nước biển đặc biệt được quan tâm vì sự hiện diện của các đàn tinh tinh, và khỉ colobus Angola, loài hiện đã tuyệt chủng ở Angola vì bị săn lùng gắt gao. Một số loài đáng chú ý khác gồm khỉ núi, khỉ bạc, khỉ vàng, khỉ mặt cú, khỉ đuôi đỏ, khỉ đầu chó olive, khỉ bạc má.